# 粗尾鋸尾鯊
粗尾锯尾鲨（学名：Galeus arae），又稱粗尾蜥鮫，為軟骨魚綱真鯊目猫鲨科鋸尾鯊屬的一個種，分布於中西大西洋美國南卡羅萊納州至佛羅里達州、墨西哥灣北部至尼加拉瓜海域，深度250至750公尺，由美國自然歷史博物館的約翰·T·尼科爾斯 (John T. Nichols) 在1927年出版的《美國博物館新聞》中最初將本種命名為Pristiusus arae。他以拖網漁船Ara的名字來命名，該漁船於1926年3月31日在邁阿密海灘附近採集了前兩個標本，均為16公分長的未成熟雌性。本魚體修長，頭部有些扁平，鼻子又長又尖。水平橢圓形的眼睛具有瞬膜，後面有微小的氣孔，下方沒有突出的脊，嘴大，呈寬闊的拱形，嘴角周圍有中等長度的皺紋，牙齒較小，上顎牙齒數量為59-65排，下顎牙齒數量為58-60排，體色黃棕色，身體具有深色鞍狀和斑點的大理石色圖案，腹部呈白色，口腔內部呈黑色，第一背鰭的頂端較鈍，位於腹鰭基部後半部的上方。第二背鰭幾乎與第一背鰭一樣大，形狀相似，位於臀鰭基部的後半部上方，大而寬的胸鰭有圓角，體長可達36公分，棲息在大陸和島嶼的大陸坡，成群活動，屬肉食性，以蝦子為食，卵生，卵被包裹在堅韌的燒瓶形卵囊內，卵囊長約4.9–5.1公分，頂部寬1.2–1.4公分，底部寬1.6公分，卵囊上角帶有捲曲的捲鬚，偶爾被蝦拖網中捕獲，不具經濟價值。